# Loch Fithie
Loch Fithie är en sjö i Storbritannien.   Den ligger i kommunen Angus och riksdelen Skottland, i den norra delen av landet, 600 km norr om huvudstaden London. Loch Fithie ligger 72 meter över havet.  Trakten runt Loch Fithie består till största delen av jordbruksmark.